# Soundtrack to the Apocalypse
Soundtrack to the Apocalypse è un box set del gruppo musicale statunitense Slayer, pubblicato il 25 novembre 2003 dalla American Recordings.

## Antefatti
Durante il periodo intorno alla pubblicazione dell'ottavo album in studio God Hates Us All, si pensava che il nome Soundtrack to the Apocalypse fosse un titolo alternativo dell'album. Il frontman Tom Araya affermò che se mai il gruppo avesse pubblicato un box set, il titolo più adatto sarebbe stato proprio Soundtrack to the Apocalypse. Il gruppo decise che una volta l'etichetta discografica (la American Recordings) fosse stata d'accordo per la pubblicazione, loro avrebbero dedicato un po' di tempo per la compilazione del materiale. Dopo circa un anno di discussioni tra gli Slayer e l'etichetta discografica, nel mese di settembre si giunse a un accordo: l'etichetta avrebbe garantito la pubblicazione del box set ma a condizione che venisse pubblicato in prossimità delle vacanze natalizie.

## Pubblicazione
Il 25 settembre 2003 fu annunciato che Soundtrack to the Apocalypse sarebbe stato pubblicato il 18 novembre; tuttavia, il 23 ottobre MTV annunciò che il box set sarebbe stato posticipato al 25 novembre. In quest'ultima data, gli Slayer pubblicarono il box set in due differenti versioni: standard da 3 CD e un DVD (per la Universal) e Deluxe Edition con un quarto CD aggiuntivo, pubblicato per la American Recordings.
Nel terzo disco del box set è presente una versione dal vivo di un brano intitolato Ice Titan. Quest'ultimo è il primo brano composto dagli Slayer e il riff principale fu impiegato successivamente per Altar of Sacrifice, presente nell'album Reign in Blood.

## Tracce
CD 1
1. Angel of Death – 4:50 (Jeff Hanneman)
2. Criminally Insane (Remix) – 3:07 (Jeff Hanneman, Kerry King)
3. Postmortem – 3:27 (Jeff Hanneman)
4. Raining Blood – 4:12 (testo: Jeff Hanneman, Kerry King – musica: Jeff Hanneman)
5. Aggressive Perfector – 2:28 (Jeff Hanneman, Kerry King)
6. South of Heaven – 4:45 (testo: Tom Araya – musica: Jeff Hanneman)
7. Silent Scream – 3:05 (testo: Tom Araya – musica: Jeff Hanneman, Kerry King)
8. Live Undead – 3:50 (testo: Tom Araya, Kerry King – musica: Jeff Hanneman)
9. Mandatory Suicide – 4:04 (testo: Tom Araya – musica: Jeff Hanneman, Kerry King)
10. Spill the Blood – 4:49 (Jeff Hanneman)
11. War Ensemble – 4:51 (testo: Tom Araya, Jeff Hanneman – musica: Jeff Hanneman)
12. Dead Skin Mask – 5:16 (testo: Tom Araya – musica: Kerry King)
13. Hallowed Point – 3:24 (testo: Tom Araya, Jeff Hanneman – musica: Jeff Hanneman, Kerry King)
14. Born of Fire – 3:07 (testo: Kerry King – musica: Jeff Hanneman, Kerry King)
15. Seasons in the Abyss – 6:26 (testo: Tom Araya – musica: Jeff Hanneman)
16. Hell Awaits (Live) – 6:49 (testo: Kerry King – musica: Jeff Hanneman, Kerry King)
17. The Antichrist (Live) – 3:11 (testo: Jeff Hanneman – musica: Jeff Hanneman, Kerry King)
18. Chemical Warfare (Live) – 5:25 (Jeff Hanneman, Kerry King)

CD 2
1. Sex. Murder. Art. – 1:50 (testo: Tom Araya – musica: Kerry King)
2. Dittohead – 2:30 (Kerry King)
3. Divine Intervention – 5:32 (testo: Tom Araya, Jeff Hanneman, Kerry King, Paul Bostaph – musica: Jeff Hanneman, Kerry King)
4. Serenity in Murder – 2:36 (testo: Tom Araya – musica: Jeff Hanneman, Kerry King)
5. 213 – 4:51 (testo: Tom Araya – musica: Jeff Hanneman)
6. Can't Stand You – 1:27 (Jeff Hanneman)
7. Ddamm – 1:01 (Jeff Hanneman)
8. Gemini – 4:51 (testo: Tom Araya – musica: Kerry King)
9. Bitter Peace – 4:31 (Jeff Hanneman)
10. Death's Head – 3:29 (Jeff Hanneman)
11. Stain of Mind – 3:24 (testo: Jeff Hanneman – musica: Kerry King)
12. Disciple – 3:35 (testo: Kerry King – musica: Jeff Hanneman)
13. God Send Death – 3:45 (testo: Tom Araya, Jeff Hanneman – musica: Jeff Hanneman)
14. New Faith – 3:05 (Kerry King)
15. In-A-Gadda-Da-Vida – 3:16 (Doug Ingle) – originariamente interpretata dagli Iron Butterfly
16. Disorder (Slayer/Ice-T) – 4:56 (testo: Tom Araya, Kerry King, Ice-T, Wattie Buchan, Big John Duncan, Gary MacCormack – musica: Wattie Buchan, Big John Duncan, Gary MacCormack) – originariamente interpretata dai The Exploited
17. Memories of Tomorrow – 0:53 (Mike Muir, Louiche Mayorga) – originariamente interpretata dai Suicidal Tendencies
18. Human Disease – 4:20 (Tom Araya, Jeff Hanneman, Kerry King)
19. Unguarded Instinct – 3:44 (testo: Kerry King – musica: Jeff Hanneman)
20. Wicked – 6:03 (testo: Tom Araya, Paul Bostaph – musica: Jeff Hanneman, Kerry King)
21. Addict – 3:41 (testo: Kerry King – musica: Jeff Hanneman)
22. Scarstruck – 3:31 (Kerry King)

CD 3 (Shit You've Never Heard)
1. Ice Titan (Live in California - 3/83) – 4:18
2. The Antichrist (Tom Araya's Garage - 12/83) – 2:53 (testo: Jeff Hanneman – musica: Jeff Hanneman, Kerry King)
3. Fight Till Death (Tom Araya's Garage - 12/83) – 3:30 (Jeff Hanneman)
4. Necrophiliac (Live in California - 9/85) – 5:00 (testo: Jeff Hanneman, Kerry King – musica: Jeff Hanneman)
5. Piece by Piece (Studio Rough Mix/Outtake - w/ Original Bass Intro) – 2:13 (Kerry King)
6. Raining Blood (Live in Canada - 11/86) – 3:09 (testo: Jeff Hanneman, Kerry King – musica: Jeff Hanneman)
7. Angel of Death (Live in Canada - 11/86) – 4:58 (Jeff Hanneman)
8. Jeff Hanneman Home Recordings (Early Version of Raining Blood) – 2:00 (testo: Jeff Hanneman, Kerry King – musica: Jeff Hanneman)
9. Jeff Hanneman Home Recordings (Early Version of South of Heaven) – 3:29 (testo: Tom Araya – musica: Jeff Hanneman)
10. Seasons in the Abyss (Live in Michigan - 6/91) – 6:43 (testo: Tom Araya – musica: Jeff Hanneman)
11. Mandatory Suicide (Live in Michigan - 6/91) – 3:59 (testo: Tom Araya – musica: Jeff Hanneman, Kerry King)
12. Mind Control (Live in Brazil - 1994) – 3:05 (testo: Tom Araya, Kerry King – musica: Jeff Hanneman, Kerry King)
13. No Remorse (I Wanna Die) (Slayer/Atari Teenage Riot) – 4:15 (testo: Tom Araya, Hanin Elias – musica: Jeff Hanneman, Kerry King, Alec Empire)
14. Dittohead (Live in California - 5/98) – 3:03 (Kerry King)
15. Sex. Murder. Art. (Live in California - 5/98) – 2:22 (testo: Tom Araya – musica: Kerry King)
16. Bloodline (Live in Sweden - 1992) – 4:02 (Kerry King)
17. Payback (Live in Sweden - 1992) – 6:39 (Kerry King)

DVD (Shit You've Never Seen)
1. Die by the Sword (Live in California - 3/83) (Jeff Hanneman)
2. Aggressive Perfector (Live in California - 3/83) (Jeff Hanneman, Kerry King)
3. Praise of Death (Live in California - 9/84) (testo: Jeff Hanneman – musica: Kerry King)
4. Haunting the Chapel (Live in Sweden - 5/85) (Jeff Hanneman, Kerry King)
5. Necrophobic (Live in New York - 1986) (Jeff Hanneman - Kerry King)
6. Reborn (Live in New York - 1986) (testo: Kerry King – musica: Jeff Hanneman)
7. Jesus Saves (Live in New York - 1986) (testo: Kerry King – musica: Jeff Hanneman, Kerry King)
8. War Ensemble (Live in Michigan - 6/91) (testo: Tom Araya, Jeff Hanneman – musica: Jeff Hanneman)
9. South of Heaven (Live in Michigan - 6/91) (testo: Tom Araya – musica: Jeff Hanneman)
10. Dead Skin Mask (Live in Michigan - 6/91) (testo: Tom Araya – musica: Jeff Hanneman)
11. Gemini (Live in California - 8/96) (Tom Araya, Kerry King)
12. Heaviest Band Award (Kerrang! Mazagine Award 1996 - Slayer Home Footage)
13. EPK for Diabolus in Musica (1998)
14. Stain of Mind (Live in Japan - 7/98) (testo: Kerry King – musica: Jeff Hanneman)
15. Bloodline (Live on ESPN - 4/02) (testo: Tom Araya, Jeff Hanneman – musica: Jeff Hanneman, Kerry King)
16. Disciple (Live in France - 7/03) (testo: Kerry King – musica: Jeff Hanneman)
17. God Send Death (Live in France - 7/03) (testo: Tom Araya, Jeff Hanneman – musica: Jeff Hanneman)

CD bonus nell'edizione deluxe (Live at The Grove in Anaheim, CA 5/2/02)
1. Darkness of Christ – 1:48 (testo: Kerry King – musica: Jeff Hanneman)
2. Disciple – 4:30 (testo: Kerry King – musica: Jeff Hanneman)
3. War Ensemble – 5:40 (testo: Tom Araya, Jeff Hanneman – musica: Jeff Hanneman)
4. Stain of Mind – 3:59 (testo: Jeff Hanneman – musica: Kerry King)
5. Postmortem – 4:20 (Jeff Hanneman)
6. Raining Blood – 3:25 (testo: Jeff Hanneman, Kerry King – musica: Jeff Hanneman)
7. Hell Awaits – 7:14 (testo: Kerry King – musica: Jeff Hanneman, Kerry King)
8. At Dawn They Sleep – 7:44 (testo: Tom Araya, Jeff Hanneman, Kerry King – musica: Jeff Hanneman)
9. Dead Skin Mask – 6:32 (testo: Tom Araya – musica: Jeff Hanneman)
10. Seasons in the Abyss – 4:32 (testo: Tom Araya – musica: Jeff Hanneman)
11. Mandatory Suicide – 5:13 (testo: Tom Araya – musica: Jeff Hanneman, Kerry King)
12. Chemical Warfare – 7:00 (Jeff Hanneman, Kerry King)
13. South of Heaven – 4:32 (testo: Tom Araya – musica: Jeff Hanneman)
14. Angel of Death – 6:18 (Jeff Hanneman)

## Formazione
- Tom Araya – voce, basso
- Kerry King – chitarra
- Jeff Hanneman – chitarra
- Dave Lombardo – batteria (CD1: 1-18; CD2: 15; CD3: 1-7, 10-11, 16-17; CD4: 1-10, 15-17)
- Paul Bostaph – batteria (CD2: 1-14, 16-22; CD3: 12, 14-15; CD4: 14)
- Jon Dette – batteria (CD4: 11)